# Victor Sinet
Pour les articles homonymes, voir Sinet.
Victor Sinet, né officiellement à Marseille, aurait vu le jour le 17 mars 1929 à bord d'un bateau effectuant la liaison Ajaccio-Marseille, d'où l'attribution de la cité phocéenne comme lieu de naissance. Il décéda le 17 septembre 2012 à Paris, à l'âge de 83 ans,.

## Biographie
C'était un journaliste sportif français spécialisé dans le football durant une grande partie de sa carrière. Il fut l'une des grandes plumes de L'Équipe et de France Football pendant 43 ans et signa également nombre d'ouvrages, notamment sur le football corse. Il a couvert dix Coupes du monde de football.
Interrogé sur l'évolution du journalisme sportif depuis 50 ans sur France 3 Corse le 26 juin 2006, il déclarait : « Autrefois, on avait le droit d'écrire ce qu'on voyait, ce qu'on pensait. De nos jours, malheureusement, il y a des ordres... Je crois que les télés ont tout déformé. Regardez cette masse de consultants payés à prix d'or, tous ces braillards... ».
Ardent défenseur de la langue corse, il enseigna également la « Lingua materna » à la Scola Corsa. Il fut même l'auteur d'un article en langue corse dans France Football en 1978 à l'occasion de l'épopée européenne du SC Bastia. Il signa également nombre d'ouvrages sur la Corse comme Storia Corsa à fette en 1991 ou Chroniques corses au fil des jours en 2006.

## Principaux ouvrages
- Corse au football de feu, 1971
- Les lions de Furiani, 1978
- Storia Corsa à fette, 1991
- La Coupe du monde oubliée (Coupe du monde 1938), 1998
- Il était une fois La Paillade, 1999
- La fabuleuse histoire du football corse, 2000
- Antulugia di a cartulina corsa 2003
- Ajaccio, memoire en images, 2004
- Chroniques corses au fil des jours, 2006
- Bastia, mémoire en images, 2007
- 100 ans de gloire du football méditerranéen, 2010